# Bruna Rossi
Bruna Rossi (Roma, 15 luglio 1948) è un'ex tuffatrice italiana.

## Biografia
Nata a Roma nel 1948, a 20 anni ha partecipato ai Giochi olimpici di Città del Messico 1968, nella gara di piattaforma 10 metri, terminando ventunesima con 43.54 punti, non riuscendo ad accedere alla finale, riservata alle prime 12.
Nel 1971 ha vinto l'argento nel trampolino 3 metri ai VI Giochi del Mediterraneo di Smirne, chiudendo con 368.22 punti, dietro solo alla connazionale Verena Masetti.
Oltre ai tuffi praticava anche il nuoto sincronizzato.
In seguito è diventata psicologa e docente universitaria (attualmente ha la cattedra di scienze cognitive all'Università di Grenoble, in Francia). Docente anche alla Scuola dello sport del CONI, ha collaborato in passato con Luna Rossa, la nazionale maschile italiana di pallavolo, Tania Cagnotto, l'Inter, il Settebello e Federica Pellegrini.

## Palmarès
- Giochi del Mediterraneo

Smirne 1971: argento nel trampolino 3 m;